# Гронинген (провинция)
Гронинген (на нидерландски: Groningen, Groningen) е най-североизточната провинция на Нидерландия. На изток провинцията граничи с немската провинция Долна Саксония, на юг с Дренте, на запад с Фризия, а на север с крайбрежните морски плитчини в Северно море познати в Нидерландия като Вадензе. Столицата на провинцията носи същото име – Гронинген.
Гронинген е осмата по големина нидерландска провинция с обща площ от 2324 km². Населението на провинцията е 586 813 души (по приблизителна оценка от януари 2021 г.). Гъстотата е 252,5 души на km².
В провинция Гронинген има 25 общини като най-големи от тях са Гронинген, Стадсканал и Хет Хохеланд. Четирите най-населени градове са едноименната столица на провинцията, Хогезанд, Вендам и Стадсканал.
Провинцията е дом на местна форма на долносаксонсия език позната в Нидерландия като гронингс.